# غلبرن بللو (تشيشير)
غلبرن بللو (بالإنجليزية: Golborne Bellow)‏ هي قرية و أبرشية مدنية تقع في المملكة المتحدة في تشيشير. يقدر عدد سكانها بـ 89 نسمة .